# Caligrafia mongol
A caligrafia mongol é uma técnica clássica de escrita caligráfica artística, usada para a escrita da língua mongol, e cuja base é um conjunto de noventa letras que se unem verticalmente com linhas sólidas para formar palavras. As letras são formadas com seis traços principais chamados "cabeça", "dente", "caule", "estômago", "arco" e "cauda", respetivamente. Este tipo de escrita é muito meticuloso e é usado para a elaboração de cartas oficiais, convites, correspondência diplomática e cartas de amor. Também é usado para uma forma de taquigrafia chamada escrita síncrona e, em seu "dobrado" é usado para emblemas, logotipos, moedas e selos.
Embora para a língua mongol se use na Mongólia uma ortografia cirílica, adotada durante a era comunista, a caligrafia mongol é escrita no tradicional alfabeto mongol.
Os professores desta arte da escrita geralmente escolhem os seus melhores alunos para torná-los calígrafos após um período de treino de cinco a oito anos. As ligações estabelecidas entre professores e alunos subsistem para a vida, e todas elas estimulam umas às outras para aperfeiçoar o seu trabalho artístico. O ritmo acelerado da transformação da sociedade, da urbanização e da globalização resultou numa diminuição significativa do número de jovens calígrafos. Atualmente, existem apenas três professores universitários que ensinam voluntariamente a arte da caligrafia a um pequeno grupo de cerca de vinte jovens. Além disso, o aumento no custo de vida não permite mais que os professores de caligrafia continuem a ensinr a sua arte a mais gerações de jovens sem receber qualquer remuneração. Portanto, é necessário tomar medidas especiais para atrair os jovens para a prática desta arte tradicional da escrita, e também para proteger e revitalizar a escrita tradicional mongol e caligrafia.
A UNESCO integrou em 2013 a caligrafia mongol na lista do Património Cultural Imaterial que necessita de medidas urgentes de salvaguarda.

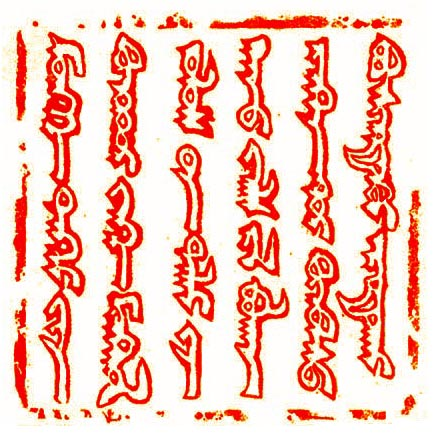
O selo imperial (tanga) usa a escrita mongol tradicional, como nesta carta que Guiuque Cã enviou ao Papa Inocêncio IV